# Рэндл Патрик Макмерфи
Рэндл Па́трик Макмёрфи (англ. Randle Patrick McMurphy) — один из главных героев романа Кена Кизи «Полёт над гнездом кукушки». За роль Макмерфи в фильме Милоша Формана актёр Джек Николсон был удостоен премии «Оскар» 1976 года в категории «Лучшая мужская роль». Журнал Empire поставил образ Макмерфи, созданный Николсоном, на 61-е место в списке 100 величайших киногероев.

## Сюжет
Поступивший в психиатрическую больницу из тюрьмы для проверки симуляции психического расстройства с целью избежания каторги, уголовник, дебошир и заядлый игрок, Рэндл Патрик Макмерфи развлекается в отделении как может.
Однако видя, что окружающие его пациенты полностью подчиняются Сестре — старшей медицинской сестре, мисс Рэтчед (англ. шестерёнка, в ряде переводов — мисс Гнусен), держащей железной хваткой всё отделение, он решает противостоять ей, попутно развлекаясь в скучной больнице и выигрывая денежные споры. Рэндл решил заключить пари с больными своего отделения о том, что в течение недели сможет «насыпать ей перца под хвост».
Он начал с безобидных шуток, медленно перерастающих в зачатки настоящего бунта против Сестры. Так, например, он заставил персонал отдать не использующуюся комнату для водных процедур под игровой зал, а первая часть романа заканчивается тем, что Макмерфи, страстно желавший посмотреть бейсбольный матч и не смогший уговорить пациентов проголосовать за смену распорядка ради матча, во время его показа усаживается смотреть выключенный телевизор, а больные, сделав выбор, уселись рядом с ним, несмотря на гнев Сестры.
Позже от спасателя в бассейне он узнает, что время лечения пациентов избирается Сестрой, и, так как сам Макмерфи на принудительном, срок его лечения может оказаться пожизненным. Эта информация заставила Рэндла отказаться от подобной линии поведения. Однако один из больных, поддерживавший его Чесвик, не смог смириться с тем, что Макмерфи сломался, и утопился в бассейне. Вскоре после этого Рэндл Патрик узнает, что практически все молодые пациенты, «острые», находятся в больнице на добровольном лечении. Этого он не может понять, оказывается в тупике, где любой выбор является кошмарным для него: пожертвовать, возможно, своей свободой ради других или оставить всё как есть. В итоге он, как бы случайно, разбивает стекло в кабине Старшей сестры, показывая тем самым, что «вернулся».
Макмерфи продолжает пытаться расшевелить «острых» — играет с ними в баскетбол, продолжает бить стекла, затем решает вывести пациентов на рыбалку с двумя старыми подругами-проститутками. Чудом ему это удается. На рыбалке Билли Биббит влюбляется в проститутку Кэнди. Макмерфи обещает ему, что устроит им свидание через несколько недель. Во время поездки обратно, герой, от лица которого ведётся рассказ романа, «Вождь Швабра» Бромден видит лицо Макмерфи в отражении стекла и поражается его виду: «страшно усталое, напряженное и отчаянное».
После поездки больные чувствуют, что сплотились, и дерутся с санитарами, унижающими одного из них. Бромдена и Макмерфи запирают в буйном, а затем отводят на электрошок. Сестра начинает планировать лоботомию, однако Макмерфи не отказывается от идеи привести в отделение Кэнди. Ему удается устроить ночью вечеринку, Билли занимается сексом с девушкой. Пациенты предлагают Макмерфи сбежать, однако он говорит, что слишком пьян и никуда не пойдет. Наутро всё это обнаруживает мисс Рэтчед. Она давит на Билли тем, что обо всём расскажет его матери, и Билли, не выдержав давления, заканчивает жизнь самоубийством. После этого уже выбившийся из сил Макмерфи нападает на мисс Рэтчед.
Его отправляют в буйное, Старшая сестра несколько недель лечится. За это время практически все больные либо выписались, либо перевелись. В отделении остались только Бромден и ещё несколько пациентов. Сестра возвращается, а вскоре после этого привозят и Макмерфи — ему сделали лоботомию, и он вернулся в отделение «овощем».
Тем же вечером Бромден душит его подушкой, чтобы Сестра не могла показывать его как пример того, что будет с каждым человеком, воспротивившимся Cистеме. После этого он вышибает окно бетонным пультом, как показал ему Макмерфи, и сбегает.

## Макмерфи как личность
Макмерфи, потрясенный инертностью своих друзей из психбольницы, пытается научить их быть свободными, любить жизнь. «Ну я хотя бы попытался, черт возьми, хотя бы попробовал», — сказал он после того, как не смог поднять тяжеловесный пульт управления, которым он хотел проломить окно больницы, чтобы освободить себя и товарищей. В итоге Макмерфи всё-таки удалось устроить коллективный побег — он организовал для пациентов рыбалку на катере. Это мероприятие вызвало бурю восторга, но по окончании рыбалки на берегу их уже поджидала полиция, вызванная капитаном — владельцем угнанного группой Макмерфи катера.

### В фильме
Если в книге Макмерфи сразу выступал простодушным парнем и своего рода учителем и наставником для нового окружения, то в фильме это явный преступник, с первых секунд пребывания в клинике думающий о побеге и пока что коротающий время здесь, играя в карты и веселясь как может, попутно давая возможность почувствовать радости жизни новым знакомым и подавая лишь частично и не полностью все свои мудрости. Безусловно, герой фильма Формана может выступать в качестве одной из трактовок личности главного героя (не забываем, что в книге повествование идет от душевнобольного (то, что все больные в произведении — абсолютно нормальные, всего лишь одна из множества трактовок сюжета), мировосприятие которого может кардинально отличаться от реального положения вещей; да и не следует забывать о возможной метафоричности представленной ситуации), однако в любом случае Макмерфи «книжный» и «киношный» кардинально отличаются как внешне (в книге это рыжий крепкий парень, с татуировками на теле), так и поведением.